# Кокошин, Андрей Афанасьевич
Андре́й Афана́сьевич Коко́шин (род. 26 октября 1945, Москва) — советский и российский государственный деятель, учёный-политолог и историк, американист; доктор исторических наук, профессор, действительный член Российской академии наук; действительный член Российской академии ракетно-артиллерийских наук, депутат Государственной думы Российской Федерации 3-го, 4-го и 5-го созывов. Действительный государственный советник Российской Федерации 1 класса (1997).
Специалист в области военно-политических, социально-экономических и технологических аспектов международной и национальной безопасности. Заместитель президента Российской академии наук (со 2.11.2022 г.), член Президиума РАН, Директор Института перспективных стратегических исследований НИУ ВШЭ, Заместитель научного руководителя НИУ ВШЭ. Заведующий кафедрой международной безопасности факультета мировой политики Московского государственного университета имени М. В. Ломоносова.
Совместно с главой Роскосмоса Ю. Н. Коптевым Кокошин в 1998 году добился принятия решения о создании баллистических ракет «Синева» для стратегических подводных ракетоносцев проекта 667БДРМ «Дельфин», что позволило сохранить в боеготовом состоянии морскую составляющую стратегических ядерных сил России.
Как секретарь Совета безопасности Российской Федерации разработал и утвердил у Президента России Б. Н. Ельцина летом 1998 годы документ «Основы (концепция) государственной политики по военному строительству до 2005 года», касавшийся не только Минобороны России, но и других российских силовых структур. Руководил подготовкой решений Совета безопасности России по вопросам ядерной политики России, предусматривавшей развитие трёхкомпонентной структуры стратегических ядерных сил России, тактического и оперативно-тактического ядерного оружия, ядерного оружейного комплекса.

## Биография
Родился 26 октября 1945 года в Москве в семье офицера-фронтовика, участника Парада Победы. Начал трудовой путь токарем в Опытном конструкторском бюро А. С. Яковлева МАП СССР. В 1963 году окончил среднюю школу рабочей молодёжи с золотой медалью.
Дважды серебряный, один раз бронзовый призёр молодёжных первенств СССР по академической гребле; был членом команды олимпийского резерва СССР по академической гребле в 1965—1966 годы. В 1970-е — 1980-е годы играл в регби за московский «Локомотив». Обладатель Кубка Москвы по регби.
В 1969 году окончил факультет приборостроения МВТУ имени Н. Э. Баумана по специальности «радиоэлектронные устройства». В 1972 году окончил аспирантуру Института США и Канады АН СССР и там же в 1973 году защитил диссертацию на соискание учёной степени кандидата исторических наук по теме «Развитие прогнозирования международных отношений в США: (Методология, организация и использование результатов прогнозирования в формировании внешней политики США)» (специальность 07.00.05 — история международных отношений и внешней политики). 1974—1991 годах занимал должности младшего научного сотрудника, учёного секретаря, заведующего отделом, заместителя директора Института США и Канады, долгое время возглавлял отдел военно-политических исследований. В отделе военно-политических исследований с А. А. Кокошиным работали такие видные советские военачальники и военные ученые, как генерал-полковник Н. А. Ломов, ранее возглавлявший в том числе Главное оперативное управление Генштаба Вооруженных сил СССР, затем кафедру военной стратегии Военной академии Генштаба (ВАГШ) ВС СССР; генерал-лейтенант, профессор М. А. Мильштейн. В этом же отделе трудился и генерал-майор В. В. Ларионов, профессор ВАГШ, который был одним из основных авторов фундаментального труда Минобороны СССР «Военная стратегия», вышедшего в 1960-е гг. под редакцией Маршала Советского Союза В. Д. Соколовского. Отмечается, что «эти профессионалы высокого уровня дали многое Кокошину для понимания советской военной политики, отечественного военного искусства». В 1980-е годы являлся одним из экспертов, занимавшихся подготовкой договоров по разоружению между США и СССР.
В 1980-е годы провёл серию междисциплинарных исследований по проблемам обеспечения надёжного ядерного сдерживания Вооружёнными силами Советского Союза с учётом всего комплекса поражающих факторов ядерных взрывов, технических характеристик наступательных и оборонительных вооружений, механизмов принятия решений по политико-военным и оперативно-стратегическим вопросам и др. Совместно с генералом В. В. Ларионовым разработал модели обеспечения стратегической стабильности на уровне сил общего назначения и обычных вооружений, получивших широкую известность в нашей стране и за рубежом.
В 1980-е годы под руководством вице-президента АН СССР Е. П. Велихова, ведавшего оборонной проблематикой в Академии наук, активно занимался разработкой проблем обеспечения стратегической стабильности, концепции и программ «асимметричного ответа» на «Стратегическую оборонную инициативу» (СОИ) Президента США Рональда Рейгана. Велихов, Кокошин и их коллеги разработали и обосновали комплекс мер по сравнительно менее дорогостоящим средствам ответа Советского Союза на американскую СОИ для обеспечения общего военно-стратегического равновесия СССР-США.
В качестве заместителя директора Института США и Канады АН СССР Кокошин курировал в том числе лабораторию искусственного интеллекта и математического моделирования, созданную решением Е. П. Велихова. В этой лаборатории под руководством Кокошина были разработаны компьютерные модели стратегической стабильности, переданные вскоре для дальнейшего применения в Генеральный штаб ВС СССР.
В 2003—2019 годах — декан факультета мировой политики МГУ имени М. В. Ломоносова. В своём поздравлении А. А. Кокошину в связи с 10-летием факультета мировой политики Министр иностранных дел России С. В. Лавров писал: «За прошедшие годы ФМП утвердился в качестве признанного образовательного и исследовательского центра по тематике международных отношений в нашей стране, снискал заслуженный авторитет в научном сообществе за рубежом. Факультет по праву славится профессионализмом — в нём трудятся видные учёные и преподаватели, перед слушателями регулярно выступают известные государственные и общественные деятели, опытные эксперты. В МИД России по достоинству оценивают высокий уровень выпускников ФМП, которые успешно работают в дипломатическом ведомстве».
Секретарь Совета безопасности РФ Н. П. Патрушев, поздравляя Факультет мировой политики МГУ, писал Кокошину: «На протяжении всего периода своего существования факультет, ставший авторитетным научно-образовательным центром, вносит весомый вклад в формирование новой интеллектуальной элиты России, востребованной в различных сферах социально-политической жизни страны. Выпускники факультета, обладая глубокими знаниями в области политологии, экономики, юриспруденции, философии, социологии и истории, успешно трудятся в российских государственных и международных организациях а различных аналитических центрах и научно-исследовательских учреждениях: Российской академии наук. Научные исследования факультета, в том числе в области обеспечения национальной безопасности Российской Федерации, укрепления международной безопасности, носят междисциплинарный комплексный характер, отличаются высоким уровнем проработанности и востребованы в органах государственной власти и профессиональных кругах».
В 1982 году в Институте США и Канады АН СССР защитил диссертацию на соискание учёной степени доктора исторических наук по теме «Воздействие внутреннего положения и внутренних проблем на внешнюю политику американского империализма в 1970-е гг.». Профессор, член-корреспондент АН СССР с 23 декабря 1987 года по Отделению экономики (мировая экономика, международные отношения), академик РАН с 25 мая 2006 года по Отделению общественных наук.
В 1998—1999 годах исполнял обязанности вице-президента РАН — отвечал за исследования РАН в области национальной безопасности. С 14 декабря 2009 по 28 сентября 2017 года — академик-секретарь Отделения общественных наук РАН. Главный редактор журнала «Вестник Московского университета. Серия 25. Мировая политика и международные отношения». Член редколлегии журнала «Общественные науки и современность», член Совета журнала «Проблемы национальной стратегии» Российского института стратегических исследований.
Газета «Красная Звезда» писала в марте 2013 г. о Кокошине, что «в трудные для Отечества 1990-е годы усилиями таких, как он, преданных своему народу профессионалов-государственников и был сохранён реальный суверенитет России».
Председатель Совета по научной и технической политике при Министерстве обороны России. В состав Совета вошли ряд крупнейших российских учёных и специалистов, в том числе вице-президенты РАН А. Л. Асеев, А. И. Григорьев, Н. П. Лавёров, академик-секретарь Отделения энергетики, машиностроения, механики и процессов управления РАН В. Е. Фортов и другие, а также видные специалисты по военно-стратегическим, военно-техническим и военно-промышленным вопросам, в разное время занимавшие крупные посты в Совете безопасности, Вооружённых Силах, спецслужбах.
Неоднократно выступал с лекциями, проводил семинары и мастер-классы в ведущих университетах и исследовательских центрах различных стран мира — в Китайском институте международных стратегических исследований, в Гарвардском университете (США), в Стэнфордском университете (США), в индийском Институте стратегических исследований, в Стокгольмском международном институте проблем мира, в лондонском Международном институте стратегических исследований и др.
Бывший заместитель секретаря Совета безопасности России генерал-полковник В. Я. Потапов отмечает, что А. А. Кокошин как государственный деятель и учёный входит в мировую политическую и интеллектуальную элиту.
Михаил Ростовский в предисловии своего интервью с А. А. Кокошиным 25 октября 2015 г. в «Московском комсомольце» писал: «Отставных обладателей самых высоких чинов и званий в России великое множество. Но политик, который отмечает в этот понедельник свой семидесятилетний юбилей — бывший первый заместитель министра обороны и секретарь Совета безопасности РФ Андрей Афанасьевич Кокошин — уникален даже на этом богатом фоне».
«Первый канал» российского телевидения 26 октября 2020 года, в день 75-летия Кокошина, назвал его выдающимся государственным деятелем.
На официальном сайте Российской академии наук говорится, что Кокошин — выдающийся учёный в области политологии, политико-военных проблем, истории и теории международных отношений, один из крупнейших специалистов по проблемам устойчивости военно-стратегического равновесия (стратегической стабильности).
Президиум российской Академии военных наук отмечал, что Кокошину, благодаря его «организаторскому таланту и высочайшему профессионализму, трудолюбию и целеустремленности, удалось создать всемирно известную научную школу, разработать теоретические и прикладные аспекты в области военно-политических, социально-экономических и технологических аспектов международной и национальной безопасности».

## Общественная деятельность
- В 1990—1991 годы — президент Федерации регби СССР[5].
- Член Российского совета по международным делам (РСМД).
- Член Правления Фонда поддержки публичной дипломатии имени А. М. Горчакова.
- Член Попечительского совета Политехнического музея.
- Заместитель председателя Российско-китайского комитета дружбы, мира и развития с российской стороны. Визави Кокошина с китайской стороны является известная общественная деятельница КНР Дэн Жун, дочь китайского лидера Дэн Сяопина.
- Член Научного совета Совета безопасности РФ.
- Член Президиума Совета по внешней и оборонной политике (СВОП).
- Председатель Российской ассоциации инновационного развития (РАИР).
- Входит в состав Общественного совета[19] при Следственном комитете Российской Федерации.
- Член Попечительского совета Московского педагогического государственного университета (МПГУ)

## Государственная деятельность
В 1992—1996 годах — первый заместитель Министра обороны Российской Федерации, в 1996—1997 годах — статс-секретарь — первый заместитель Министра обороны России. Один из разработчиков федеральных законов «Об обороне», «О государственном оборонном заказе» и «О мобилизационной подготовке и мобилизации Российской Федерации». Под руководством Кокошина разработана первая Государственная программа вооружений России (утверждена Правительством России в 1996 году). Курировал создание ракетного комплекса оперативно-тактического назначения «Искандер», бомбардировщика «Су-34», боевых вертолётов, стратегических подводных ракетоносцев проекта «Борей», ракетного комплекса «Тополь-М», строительство крейсера «Пётр Великий», создание высокоточного дальнобойного оружия в обычном снаряжении, программы электроники военного назначения «Интеграция-СВТ» и «Багет» и др.
В «Независимом военном обозрении» отмечается, что «все эти весьма впечатляющие, а в чём-то и экстраординарные результаты были достигнуты Кокошиным и его соратниками в неимоверно тяжелых и сложных условиях безудержной инфляции, непрекращающегося уменьшения ВВП и федерального бюджета, диктата Международного валютного фонда». При этом «Кокошин проявил себя как исключительно эффективный управленец, особенно с учётом крайне неблагоприятных условий, в которых ему приходилось действовать». В этой статье делается вывод: "В последние годы особенно стало понятно, насколько значительными оказались достижения команды военных и гражданских специалистов Минобороны под руководством Кокошина для обеспечения оборонной мощи страны. В неблагоприятные 1990-е годы был создан значительный задел под широкий спектр вооружений и технологий, которые были реализованы в системах вооружений сравнительно недавно.
Говорится о том, что Кокошин "плотно и продуктивно работал с такими выдающимися деятелями отечественного ОПК, как Марк Вайнберг, Владимир Дегтярь, Вениамин Ефремов, Герберт Ефремов, Борис Бункин, Юрий Бадалов, Гиви Джанджгава, Дмитрий Козлов, Николай Макаровец, Сергей Михеев, Давид Пашаев, Виктор Протасов, Михаил Решетнев, Михаил Симонов, Анатолий Савин, Игорь Спасский, Евгений Федосов, Александр Шарков, Аркадий Шипунов, Олег Шуляковский, Владимир Уткин и др.
Президиум Академии военных наук Российской Федерации высоко оценивает вклад Кокошина «в развитие взаимосвязанной и сбалансированной государственной политики в области военного строительства, развития стратегических ядерных сил наземного и морского базирования, ядерного оружейного и военно-промышленного комплекса в целом».
В 1990-е годы активно занимался развитием военного и военно-технического сотрудничества России с Китаем и Индией. Отмечается, что «Кокошин добивался установления глубоких партнерских отношений России с Китаем и Индией в военно-политической сфере. …в тот момент российская дипломатия в лице министра иностранных дел Андрея Козырева однозначно ориентировалась прежде всего на США». В 1995 г. он «публично заявил о необходимости сотрудничества в рамках треугольника Россия-Китай-Индия». В качестве Государственного военного инспектора — секретаря Совета обороны Кокошин совершил в январе 1998 года визит в Китай по приглашению Центрального военного совета КНР, возглавляемого Председателем КНР, Генсеком КПК Цзян Цзэминем. В «Независимой газете» отмечалось, что ещё «в 1992 г. Кокошин развернул масштабную работу по выстраиванию устойчивых взаимовыгодных партнёрских отношений между Российской Федерацией и КНР». В «Независимой газете» также говорилось: «Уже тогда вырисовывалась объективная необходимость становления в новых условиях партнёрских отношений между Россией и Китаем в военно-политической сфере. Нельзя не вспомнить о том, что в тот момент российская дипломатия в лице Андрея Козырева ориентировалась прежде всего на США». Далее В «НГ» отмечалось: вскоре после поездки Кокошина в КНР в 1992 году «состоялся аналогичный вояж Кокошина в Индию. Результаты этих и последующих контактов по военной линии оказались весьма результативными». Далее «НГ» отмечала: «Видимо, именно тогда зародилась идея формирования своего рода „великого азиатского треугольника“ Россия-КНР-Индия». Тот же автор из «НГ» писал по итогам упомянутого визита Кокошина в КНР, что «состоялась содержательная беседа с премьером Госсовета КНР Ли Пэном, с заместителем председателя Центрального военного совета КНР Чжан Ваньнянем, с главой всего оборонно-промышленного комплекса генералом Цао Ганчуанем».
В «Независимом военном обозрении» говорится, что «в 1990-е годы Кокошин проявил себя как активный противник расширения НАТО на восток, выступая здесь единым фронтом с академиком Евгением Примаковым, занимавшим в 1990-е годы посты директора Службы внешней разведки, а позднее министра иностранных дел России».
Активно занимался в этот период вопросами национальной промышленной политики, отстаивая в Правительстве России прежде всего интересы крупных высокотехнологичных предприятий, НИИ и КБ.
«Коммерсантъ» в декабре 1992 года писал: "По информации Ъ, неформальным лидером группы российских key persons, лоббирующей в пользу поддержки мощных промышленных холдингов, выступает первый заместитель министра обороны Андрей Кокошин. Разработанная Кокошиным и его коллегами концепция «предполагает структурную перестройку экономики со ставкой на крупные ведущие промышленные компании („локомотивы“), которые смогут поставлять конкурентоспособную продукцию на мировой рынок». Далее в этой публикации говорилось: «Г-н Кокошин выделил несколько направлений действий, необходимых для решения задач: восстановление позиций в странах бывшего социалистического блока, активное внедрение на рынки стран Африки, Азиатско-Тихоокеанского региона, Латинской Америки … По мнению Кокошина, приватизация должна стимулировать создание мощных компаний, выпускающих конкурентоспособную продукцию, но пока наблюдается обратная тенденция — из предприятий стремятся выделиться подразделения, способные обеспечить быструю прибыль». «Коммерсантъ» также писал: «Г-н Кокошин считает, что, если не будут приняты решительные меры, российскую промышленность ожидают трудные времена».
Журнал «Профиль» в 1997 году писал о Кокошине, что «многие лидеры нашей промышленности — депутаты Госдумы убеждены, что во многом благодаря его усилиям оборонка продолжает быть одной из наиболее конкурентоспособных отраслей нашей экономики».

### Стратегическое неядерное сдерживание
В журнале «Международные процессы» отмечается, что Кокошин ещё с первой половины 1990-х годов является одним из зачинателей рассмотрения вопроса о стратегическом неядерном сдерживании в военной политике Российской Федерации. Когда Кокошин занимал пост первого заместителя министра обороны, он «много внимания уделял развитию таких средств поражения (и обеспечивающих систем), которые на деле могли бы обеспечить эффект неядерного сдерживания». А. А. Кокошин, в частности, большое значение придавал созданию таких средств, как крылатые ракеты воздушного базирования (КРВБ) Х-555 (глубокая модернизация ракеты Х-55 и Х-101, а также развитию аналогичных средств морского базирования (крылатые ракеты большой дальности, запускаемые с атомных подводных лодок — АПЛ) и повышению скрытности, неуязвимости отечественных АПЛ. «Эти усилия принесли свои плоды и в последние годы мы имеем целый набор компонентов, которые могут служить материальной основой реализации предлагаемой академиком Кокошиным системы неядерного сдерживания», — говорилось бывшим председателем Военно-научного комитета Генерального штаба Вооружённых сил России генерал-лейтенантом В. П. Володиным.
А. А. Кокошин обращает внимание на то, что стратегическое неядерное сдерживание «было бы важным средством предотвращения „эскалационного доминирования“ со стороны „оппонента“ в условиях острого политико-военного кризиса». Кокошин выступал и выступает именно за дополнение стратегическим неядерным (предъядерным) сдерживанием ядерного сдерживания, а не за замену ядерного сдерживания неядерным. «Во многих своих публичных выступлениях, в научных трудах А. А. Кокошин обозначил свою четкую позицию в отношении того, что на всю обозримую перспективу альтернативы политике ядерного сдерживания в стратегии национальной безопасности России нет».

### В Совете безопасности
С 28 августа 1997 по 3 марта 1998 года — государственный военный инспектор, секретарь Совета обороны России. С 3 марта по 10 сентября 1998 года — Секретарь Совета Безопасности России. При назначении его на этот пост Илья Булавинов и Максим Жуков писали в «Коммерсанте», что «Кокошина причислить к какой-либо кремлёвской или правительственной группировке нельзя».
«Итоги» писали о Совете безопасности при Кокошине: «Этот орган превращается в настоящий кризисный штаб, который в критических ситуациях будет координировать действия всех властных и силовых структур. Предшественникам Кокошина такой штаб создать не удалось прежде всего потому, что всесильные силовики не воспринимали Совбез всерьез, предпочитая напрямую общаться с Президентом». Далее в «Итогах» отмечалось: «Команда же Андрея Кокошина смогла наладить координацию действий силовых ведомств. Что и продемонстрировали события последних недель… Все принципиальные решения по урегулированию кризисов были оперативно подготовлены только что сформированным аппаратом Совета безопасности и приняты на заседании СБ».
В «Итогах» также говорилось: «Как только поступили сообщения об обострении ситуации в Махачкале, Кокошин немедленно собрал у себя руководителей силовых структур. В ходе многочасовых заседаний удалось разграничить зоны ответственности каждого и выработать схемы эффективного взаимодействия». «Независимая газета» в марте 1998 года писала: «…Совет безопасности возглавил не осторожный и исполнительный бюрократ, а политик и профессионал, отвечающий потребностям времени и способный обеспечить широкое политическое согласие в вопросах национальной безопасности».
В «Коммерсанте-Власть» отмечалось, что Кокошин стал «фактически единственным секретарем Совбеза, который действительно занимался безопасностью как таковой», то есть занимался разработкой планов координации работы силовых ведомств, оптимизации их ресурсов.
В «Московском комсомольце» отмечалось, что усилиями Кокошина летом 1998 года была создана «новая система управления правоохранительными органами по Северному Кавказу с четким единоначалием во главе с МВД (Объединенный штаб по Северному Кавказу)».
В момент острого политического кризиса в стране в конце августа — начале сентября 1998 Кокошин, находясь в должности секретаря Совета безопасности России, выступил с рядом своих коллег по администрации Президента РФ против разгона Госдумы ФС России и против применения силы в отношении парламента и оппозиции. Как писала Наталья Тимакова в «Коммерсанте», «Ельцин, слабо понимания, что нынешняя ситуация с Думой коренным образом отличается от ситуации в Верховным Советом в 1993 году, в очередной раз решил попытаться воплотить свою заветную мечту — распустить Думу, а потому настаивал, чтобы Черномырдин был представлен депутатам и в третий раз». В ближайшем окружении Ельцина увидели, что «Ельцин готов чуть ли не к танкам». Кокошин рассматривался в этот момент как один из кандидатов на пост председателя правительства, но, как пишет Тимакова, кандидатура Кокошина «ещё меньше устраивала» Березовского и другое ельцинское окружение, чем кандидатура Примакова — «прежде всего своей независимостью». Тимакова писала: «Возглавляемый Кокошиным Совет безопасности превратился за последнее время в хорошо организованную структуру, способную решать различные задачи — от экономических до политических. При этом у секретаря СБ сложились достаточно конструктивные отношения с Думой и представителями финансово-промышленной элиты».
«Российская газета» 26 октября 2020 г. писала, что «Андрей Афанасьевич всегда был среди те, кто раньше думал о Родине, а уж потом о себе». Далее в этой статье говорится о роли Кокошина в событиях конца лета — начале осени 1998 года: «Президент Ельцин готовился распустить Думу. Не понимал, что ситуация изменилась и танками, как пять лет назад при разгоне Верховного Совета, делу не поможешь. И Кокошин выступал против. Эти самостоятельность и независимость, подкрепленные академическими познаниями, никак не устраивали президента. А уж теневой кардинал-кадровик Березовский боялся Секретаря Совбеза не меньше, чем Евгения Максимовича Примакова. Трагических событий. к которым шло — и к которым вели, — удалось избежать. В благодарность за что Кокошина освободили от должности».
В условиях этого кризиса, как писала «Независимая газета», «Кокошин предпринимает шаг необычный и, может быть, безрассудный для такого осторожного и опытного чиновника. Он направляет на имя и. о. премьер-министра Черномырдина письмо с перечнем жестких мер, которые необходимо предпринять, чтобы вывести экономику из штопора. Собственно, это была не программа, а, скорее, сборник рекомендаций специалистов. Именно в этот момент президент его увольняет». Говоря о действиях Кокошина, «НГ» писала, что «он объективно помог избежать полной и немедленной катастрофы и для президента, и для всех нас, и, кстати, для господ олигархов, для которых в условиях неуправляемого насилия и хаоса перспективы выглядели наиболее мрачно».
10 сентября 1998 года Кокошин был освобождён от должности секретаря Совбеза с формулировкой «в связи с переходом на другую работу». Сергей Караганов, председатель Совета по внешней и оборонной политике, писал, что с отставкой Кокошина «фактически лишился дееспособности аппарат Совета безопасности, впервые начавший при нём эффективно работать».

### Парламентская работа
С декабря 1999 года — депутат Государственной Думы 3-го созыва (фракция «Отечество — Вся Россия»). Заместитель председателя Комитета Государственной думы по промышленности, строительству и наукоёмким технологиям.
С декабря 2003 года — депутат Государственной Думы 4-го созыва от партии «Единая Россия». Председатель Комитета Государственной думы по делам Содружества Независимых Государств и связям с соотечественниками.
Активно участвовал в становлении и развитии Евразийского экономического сообщества (ЕврАзЭС) и Организации Договора о коллективной безопасности (ОДКБ), Таможенного союза Беларуси, Казахстана и России. Автор ряда политических заявлений Государственной Думы ФС РФ по вопросам политики России на постсоветском пространстве.
4 августа 2004 года Кокошин с сопровождавшими его лицами в Южной Осетии, проезжая по несогласованному заранее маршруту, в районе села Сарабуки подвергся обстрелу грузинских спецназовцев. Никто не пострадал. Выступая по поводу этого инцидента в Госдуме 5 августа 2004 года и. о. министра иностранных дел В. В. Лощинин заявил, что «Андрей Афанасьевич в этой очень непростой обстановке действовал исключительно правильно, решительно, хладнокровно и мужественно».
Комментируя это событие, лидер ЛДПР В. В. Жириновский сказал: «Не надо бояться. Кокошин не боится. Даже было бы неплохо, если бы там его убили. Мы его похоронили бы красиво, на Красной площади. Ну, а что делать? Нам нужны борцы за свободу в депутатском корпусе».
Бывший заместитель секретаря Совета безопасности России В. Я. Потапов писал: «Специалисты отмечали, что благодаря поездке А. А. Кокошина и его действиям в исключительно сложной обстановке в тот период удалось сорвать планы режима Саакашвили по проведению крупномасштабных силовых акций в зоне грузино-южноосетинского конфликта».
На протяжении многих лет Кокошин был членом Парламентского Собрания Союза Беларуси и России. Был также членом Межпарламентской Ассамблеи ЕврАзЭС и ОДКБ.
Внёс большой вклад в подготовку и реализацию ряда важных программ Союзного государства в области обороны и безопасности, гражданских и военных технологий, в формирование единого оборонного пространства России и Беларуси. За достижения в развитии российско-белорусского сотрудничества в научно-технической и военной областях награждён медалью Союзного государства «За сотрудничество».
Кокошин много сделал для углубления и повышения эффективности сотрудничества между российскими и белорусскими предприятиями по развитию дизельного двигателестроения, микроэлектроники, высокопроизводительных вычислений, ряда других технологий и производств.
С декабря 2007 года — депутат Государственной Думы 5-го созыва от Ярославской региональной группы федерального списка партии «Единая Россия». С 14 января 2008 года — заместитель руководителя фракции «Единая Россия» в Государственной Думе. С 16 января 2008 года — первый заместитель председателя Комитета Государственной Думы по науке и наукоёмким технологиям.
Проделал большую работу по восстановлению ряда крупных памятников культурно-исторического наследия России в Ярославской области: храма Петра и Павла в Ярославле, Успенского собора в Ростовском кремле, Спасо-Яковлевского монастыря в Ростове Великом, храма Богоявления-на-острове в с. Хопылево (где был крещён выдающийся русский флотоводец Ф. Ф. Ушаков), по берегоукреплению в районе нахождения таких памятников в Рыбинске и Угличе.
В 2008 году совместно с академиками Е. П. Велиховым и В. Б. Бетелиным обосновал и предложил Правительству России национальную программу по развитию суперЭВМ (суперкомпьютинга).
Инициатор и один из разработчиков Федерального закона «О почётном звании Российской Федерации „Город воинской славы“». Соавтор закона «О Российской корпорации нанотехнологий». Соавтор поправок к закону «О ратификации Договора между Российской Федерацией и Соединенными Штатами Америки о мерах по дальнейшему сокращению и ограничению стратегических наступательных вооружений» и др.
Классный чин — Действительный государственный советник Российской Федерации 1 класса.

## Научные труды и публикации
Автор и соавтор более 180 научных публикаций, в том числе 28 монографий (из них 8 в соавторстве) по вопросам стратегической стабильности, современной системы международных отношений, по проблемам военно-политической и военной стратегии, по вопросам промышленной политики и др.
- «Прогнозирование и политика» (1975)[30],
- «США: информация и внешняя политика» (1979; в соавт.),
- «США: за фасадом глобальной политики: внутренние факторы формирования внешней политики американского империализма на пороге 80-х гг.)» (1981),
- «США в системе международных отношений 70-х годов: гегемонизм во внешней политике Вашингтона» (1984),
- «Братья Кеннеди» (1985; в соавт. c А. А. Громыко)[31],
- «Космическое оружие: дилемма безопасности» (1985; в соавт.),
- «Серые кардиналы Белого дома» (1986; в соавт.);
- «План Роджерса» и европейская безопасность. М., 1986;
- A Feher Hăs Szürke Eminenciasai. 1986. (в соавт.);
- Die Grauen Eminenzen. Sicherheits berater des Weissen Hauses von Kennedy bir Reagan. 1988 (в соавт.);
- «В поисках выхода. Военно-политические аспекты международной безопасности» (1989),
- «Предотвращение войны: доктрины, концепции, перспективы» (1990; в соавт.);
- The Evolving International Security System: A View from Moscow. 1991
- «Армия и политика. Эволюция советской военно-политической и военно-стратегической мысли (1918—1991)» (1995 ; издана также в США в 1998),
- Reflections on Russia’s Past, Present and Future. 1997;
- Военно-морской флот России. Из юбилейного трёхсотого — взгляд в прошлое и будущее. М., 1997.
- Soviet Strategic Thought. 1917-91. 1998.
- «Путь России в глобальной экономике» (1999),
- «Промышленная политика и национальная безопасность» (2001, в соавт.),
- Сдерживание во втором ядерном веке. М., 2001 (в соавт.);
- Политика национальной безопасности России в условиях глобализации. 2001.
- The Defense Leadership in Russia: The General Staff and Strategic Management in a Comparative Perspective. 2002.
- Nuclear Conflicts in the Twenty-First Century. 2003.
- Промышленная политика России в XXI веке. 2004 (в соавт.).
- «Ядерные конфликты в XXI веке» (2004; издана также в США в 2007),
- «Стратегическое управление: Теория, исторический опыт, сравнительный анализ, задачи для России» (2003; издана также в КНР в 2005),
- «О политическом смысле победы в современной войне» (2004),
- «Политология и социология военной стратегии» (2005),
- «Реальный суверенитет в современной мирополитической системе» (2006),
- Международная энергетическая безопасность. 2006.
- «О стратегическом планировании в политике» (2007),
- «Очерк политики как феномена общественной жизни» (2008),
- Формулы управления. 2008.
- О системном и ментальном подходах к мирополитическим исследованиям. 2008.
- Инновационные вооружённые силы и революция в военном деле. 2008.
- «Технократия, технократы и неотехнократы» (2009),
- «Обеспечение стратегической стабильности в прошлом и настоящем» (2009, издана также в США в 2010),
- «Политика как общественный феномен: Формы и виды политики, её акторы, взаимоотношения с идеологией, военной стратегией и разведкой» (2010),
- «Сценарии развития Восточной Сибири и российского Дальнего Востока в контексте политической и экономической динамики Азиатско-Тихоокеанского региона до 2030 года» (научный руководитель, 2011),
- «Проблемы обеспечения стратегической стабильности: Теоретические и прикладные вопросы» (2011),
- Ensuring Strategic Stability in the Past and Present. Theoretical and Applied Questions. 2011.
- Размышления о Карибском кризисе в контексте проблемы стратегической стабильности. 2012.
- О системе неядерного (предъядерного) сдерживания в оборонной политике России. 2012.
- Reflections on the Cuban Missile Crisis in the Context of Strategic Stability. 2012.
- «Вопросы долгосрочного развития Восточной Сибири и российского Дальнего Востока в контексте глобальной политической и экономической динамики» (2012)
- Выдающийся отечественный военный теоретик и военачальник Александр Андреевич Свечин. О его жизни, идеях, трудах и наследии для настоящего и будущего. М., 2013.
- Долгосрочные изменения в системе мировой политики и интересы России в свете санкт-петербургского саммита «Группы двадцати» (руководитель рабочей группы). 2013, и др.
- Политико-военные и военно-стратегические проблемы национальной безопасности России и международной безопасности. — М.: Высшая школа экономики, 2013. — 261 с., 600 экз., ISBN 978-5-7598-1068-1
- Кокошин А. А. Методологические проблемы прогнозирования в интересах национальной безопасности России. — М., 2014.
- Кокошин А. А. Исторические корни блицкрига // Вопросы истории. — 2014. — № 5. — С. 3—29.
- Некоторые макроструктурные изменения в системе мировой политики. Тенденции на 2020—2030-е годы. // Журнал «Политические исследования», 4 / 2014. С. 38-62.
- Стратегическое ядерное и неядерное сдерживание в обеспечении национальной безопасности России (2015).
- О соотношении компонентов военного искусства в контексте трансформации мирополитической системы и технологических изменений (в соавторстве 2015).
- Национальные интересы, реальный суверенитет и национальная безопасность. // Журнал «Вопросы философии», 10 / 2015. С. 5-19.
- Военная реформа в КНР: военно-стратегические, политические и оргштатно-управленческие аспекты. // Журнал «Международные отношения», 2016. С. 48-67.
- О наследии Сунь Цзы. Журнал «Социологические исследования», 11 / 2016. С. 114—123.
- Стратегическая стабильность в условиях критического обострения международной обстановки. // Журнал «Политические исследования», 4 / 2018. С. 7-21.
- Феномен «гибридной войны» в силовой составляющей современной мировой политики // Вестник Российской академии наук", 11 / 2018. С. 971—978.
- Вопросы прикладной теории войны. — М. 2018,
- Михаил Ростовский. Андрей Кокошин: Человек, который спас оборонку // Газета «Московский комсомолец», 25.10.2015. mk.ru.
- Кокошин А. А., Долгополова Н. А. Макиавелли как военный мыслитель. — М.: ЛЕНАНД, 2020. — 76, [1] с. ISBN 978-5-9710-7122-8
- Кокошин А. А., Долгополова Н. А. Вспоминая Макиавелли: оценки, размышления, заметки. — М.: ЛЕНАНД, 2021. — 248 с. ISBN 978-5-9710-8593-5
- Вопросы эскалации и деэскалации кризисных ситуаций, вооруженных конфликтов и войн. — М.: ЛЕНАНД, 2022 (в соавторстве).
- Афганский кризис как глобальная и региональная проблема международного сообщества. // Журнал «Полис. Политические исследования», 2022, № 2. С. 83-98 (в соавторстве).

## Награды и премии
- орден «Знак Почёта»
- орден Почёта
- Два орден Дружбы:
  - 15 февраля 2016 года — за большой вклад в развитие науки, образования, подготовку квалифицированных специалистов и многолетнюю плодотворную работу[32])
- орден «За заслуги перед Отечеством» IV степени (1997)
- орден «За заслуги перед Отечеством» III степени (19 декабря 2005 года) — за большой вклад в развитие науки, образования, подготовку квалифицированных специалистов и многолетнюю плодотворную работу[33]
- орден Александра Невского (5 февраля 2024 года) — за большой вклад в развитие отечественной науки, многолетнюю плодотворную деятельность и в связи с 300-летием со дня основания Российской академии наук[34]
- орден «Содружество» (МПА СНГ, 30 мая 2007) — за активное участие в деятельности Межпарламентской Ассамблеи и её органов, вклад в укрепление дружбы между народами государств — участников Содружества[35]
- медаль «В память 300-летия Санкт-Петербурга» (март 2003 года)
- почётный знак Государственной Думы России «За заслуги в развитии парламентаризма»
- медали и почётные знаки: Совета безопасности России «За заслуги в укреплении национальной безопасности», «За заслуги в укреплении международной безопасности»; Министерства обороны России «За укрепление боевого содружества» (дважды); Федеральной службы безопасности России «90 лет со дня рождения Ю. В. Андропова», «За боевое содружество»; Федеральной пограничной службы России «За заслуги в пограничной службе» и др.
- почётные грамоты: президента России, Совета Федерации ФС России, Государственной Думы ФС России, Правительства России; почётные знаки: Государственной Думы ФС России «За заслуги в развитии парламентаризма»; благодарности Президента Российской Федерации и Председателя Правительства Российской Федерации,
- Благодарность Президента Российской Федерации (17 июля 1996 года) — за активное участие в организации и проведении выборной кампании Президента Российской Федерации в 1996 году[36]
- премия Ленинского комсомола (1976) — за монографию «Прогнозирование и политика» (М., «Международные отношения», 1975).
- Почётная грамота Правительства Российской Федерации (26 октября 1995) — за большой личный вклад в развитие обороноспособности страны
- Почётная грамота Правительства Российской Федерации (4 декабря 2008) — за заслуги в законотворческой деятельности, развитии парламентаризма и в связи с 15-летием принятия Конституции Российской Федерации[37]
- 16 июля 2015 года А. А. Кокошину решением собрания депутатов муниципального образования «Вилегодский район» Архангельской области, откуда родом отец Кокошина Афанасий Михайлович, присвоено звание «Почетный вилежанин» «за выдающиеся успехи в области науки, воспитания и образования, укрепления мира и международного сотрудничества, экономики».